# Émile Henriot (scrittore)

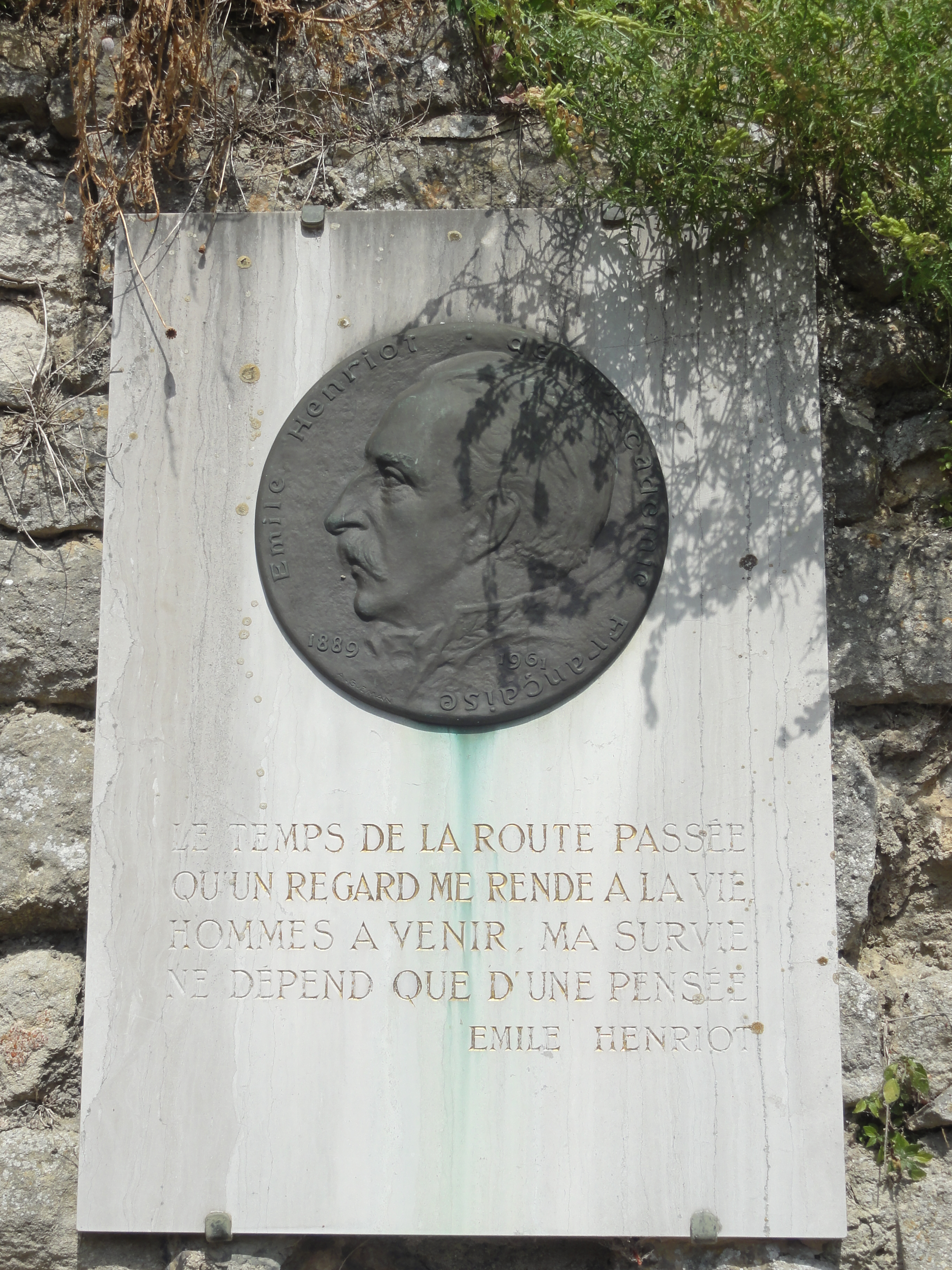
Targa commemorativa per Émile Henriot, nel viale che porta il suo nome a Parigi.

Émile Henriot (Parigi, 3 marzo 1889 – Parigi, 14 aprile 1961) è stato uno scrittore e critico letterario francese.

## Biografia
Figlio del caricaturista Henri Maigrot, noto come Henriot, combatté nella prima guerra mondiale. Nel primo dopoguerra lavorò come giornalista per Le Temps. un quotidiano svizzero in lingua francese; divenne poi critico letterario per il quotidiano Monde, dove coniò il termine nouveau roman nel 1957. Fu eletto membro dell'Académie française nel 1946 insieme a Édouard Le Roy.

## Opere
- Poèmes à Sylvie (1906)
- Eurynice (1907)
- Petite suite italienne (1909)
- XI portraits dont un de femme (1909)
- Jardins à la Française (1911)
- L’Instant et le Souvenir (1912), prix de Jouy dell’Académie française 1913
- Vignettes romantiques et turqueries (1912)
- À quoi rêvent les jeunes gens ? (1913)
- Deivae Sacrum (Élégies) (1913)
- La Flamme et les Cendres (1914)
- Bellica (1915)
- Le Carnet d’un dragon dans les tranchées (1918)
- Valentin (1918)
- Le Diable à l’hôtel ou les plaisirs imaginaires (1919)
- Les Temps innocents (1921)
- Courrier littéraire I (1922)
- Aquarelles (1922)
- Aventures de Sylvain Dutourd (1923)
- Livres et portraits, 3 vol. (1923-1927)
- Aricie Brun ou les Vertus bourgeoises (1924), grand prix du roman de l'Académie française
- Stendhaliana (1924)
- Courrier littéraire II (1925)
- Les Livres du second rayon (1925)
- Promenades pittoresques sur les bords de la Seine (1926)
- L’Enfant perdu (1926)
- Éloge de la curiosité (1927)
- Journal de bord (1927)
- Esquisses et notes de lecture (1928)
- Alfred de Musset (1928)
- Promenades italiennes (1928)
- L’Art de former une bibliothèque (1928)
- Romanesques et romantiques (1930)
- Les Occasions perdues (1931)
- Épistoliers et mémorialistes (1931)
- La Marchande de couronnes (1932)
- En Provence (1932)
- Courrier littéraire (1933)
- Le Pénitent de Psalmodi (1933)
- Vers l’oasis en Algérie (1935)
- Portraits de femmes, d’Héloïse à Marie Bashkirtseff (1935)
- Tout va finir (1936)
- Portraits de femmes, de Marie de France à Katherine Mansfield (1937)
- Le Livre de mon père (1938)
- Recherche d’un château perdu (1941)
- Le Pèlerinage espagnol (1942)
- Quatre nouvelles (1944)
- Le Diable à l'hôtel, illustré de bois gravés en couleurs de G. Nick, Éditions de la Nouvelle France, Paris, 1944
- Poètes français, 2 vol. (1944-1946)
- Naissances (1945)
- Courrier littéraire, 2 vol. (1945)
- Beautés du Brésil (1946)
- Courrier littéraire, autour de Chateaubriand (1948)
- La Rose de Bratislava (1948)
- Courrier littéraire, Stendhal, Mérimée et leurs amis (1948)
- Les Fils de la louve (1949)
- Tout va recommencer sans nous (1951)
- Courrier littéraire III (1953)
- Les jours raccourcissent, poésies (1954)
- Courrier littéraire, 2 vol. (1955-1956)
- Au bord du temps (1958)
- Rencontres en Île-de-France (1958), Hachette
- On n’est pas perdu sur la terre (1960)
- Raymonde Heudebert - Peintures, dessins, coécrit con Jean Cassou e Claude Roger-Marx